# Zanesville (Ohio)
Zanesville es una ciudad ubicada en el condado de Muskingum en el estado estadounidense de Ohio. En el Censo de 2010 tenía una población de 25 487 habitantes y una densidad poblacional de 810,53 personas por km².

## Geografía
Zanesville se encuentra ubicada en las coordenadas 39°57′25″N 82°0′43″O / 39.95694, -82.01194. Según la Oficina del Censo de los Estados Unidos, Zanesville tiene una superficie total de 31.45 km², de la cual 30.48 km² corresponden a tierra firme y 0.97 km² (3.07 %) es agua.

## Demografía
Según el censo de 2010, había 25 487 personas residiendo en Zanesville. La densidad de población era de 810,53 hab./km². De los 25 487 habitantes, Zanesville estaba compuesto por el 84.39 % blancos, el 9.7 % eran afroamericanos, el 0.4 % eran amerindios, el 0.39 % eran asiáticos, el 0.01 % eran isleños del Pacífico, el 0.44 % eran de otras razas y el 4.67 % pertenecían a dos o más razas. Del total de la población el 1.24 % eran hispanos o latinos de cualquier raza.